# Prefectura Kanagawa
Prefectura Kanagawa (神奈川県 Kanagawa-ken?) este una din prefecturile din Japonia, situată la sud de Tokio. Orașe importante sunt Yokohama, Kawasaki, Kamakura, Fujisawa.

## Geografie

Harta prefecturii Niigata

### Municipii
Prefectura cuprinde 19 localități cu statut de municipiu (市):
| - Atsugi - Ayase - Chigasaki - Ebina - Fujisawa | - Hadano - Hiratsuka - Isehara - Kamakura - Kawasaki | - Minamiashigara - Miura - Odawara - Sagamihara - Yamato | - Yokohama (centrul prefectural) - Yokosuka - Zama - Zushi |

1. ↑   (PDF), Geospatial Information Authority of Japan[*], p. 30 https://www.gsi.go.jp/KOKUJYOHO/MENCHO/backnumber/GSI-menseki20210101.pdf Lipsește sau este vid: |title= (ajutor)